# Giovanni Battista Piranesi
Giovanni Battista Piranesi, detto anche Giambattista (Mogliano Veneto, 4 ottobre 1720 – Roma, 9 novembre 1778), è stato un incisore, architetto e teorico dell'architettura italiano.
Le sue tavole incise, segnate da un'intonazione e una grafica drammatiche, appaiono improntate ad un'idea di dignità e magnificenza tutta romana, espressa attraverso la grandiosità e l'isolamento degli elementi architettonici, in modo da pervenire a un sublime sentimento di grandezza del passato antico, pur segnato da inesorabile abbandono.

## Biografia

### Formazione
Giovanni Battista Piranesi nacque il 4 ottobre 1720 da Angelo e da Laura Lucchesi, e fu battezzato l'8 ottobre nella parrocchia di San Moisè a Venezia. Non è supportata da documenti la tradizione che sia nato a Mogliano Veneto: i genitori abitavano in Corte Barozzi a Venezia. Venne introdotto allo studio dell'architettura dal padre, esperto tagliapietre e capomastro, e dallo zio materno Matteo Lucchesi, magistrato alle acque della Serenissima e amante dell'antico sui modelli di Andrea Palladio e di Vitruvio; dal colto fratello Angelo, frate domenicano, trasse invece una certa padronanza della lingua latina e il duraturo amore per Tito Livio e la storia di Roma. Dopo una controversia con lo zio, il giovane Giovanni Battista continuò la propria formazione con Giovanni Scalfarotto, anch'egli architetto orientato verso un gusto che già preannuncia il neoclassicismo; frequentò, inoltre, la bottega di Carlo Zucchi.
Nel 1740 Piranesi, divenuto consapevole delle scarse possibilità lavorative che gli avrebbe offerto la capitale veneta, decise di lasciare la propria terra patria e di trasferirsi a Roma, partecipando in qualità di disegnatore alla spedizione diplomatica del nuovo ambasciatore della Serenissima Francesco Venier. Partito il 9 settembre, arrivò nell'Urbe entro il mese, all'età di soli venti anni, ottenendo un alloggio presso palazzo Venezia. Rivelando ben presto le proprie attitudini da disegnatore, dopo l'iniziale apprendistato con i pittori-scenografi Domenico e Giuseppe Valeriani e con Giovanni Battista Nolli, intorno al 1742 il Piranesi apprese i rudimenti dell'acquaforte sotto la guida di Giuseppe Vasi, titolare di una bottega calcografica che al tempo godeva a Roma di una certa popolarità. Sempre nell'Urbe, inoltre, Piranesi ebbe modo di stringersi in affettuosa amicizia con il conterraneo Antonio Corradini, con cui intorno al 1743 si recò a Napoli per studiare l'arte barocca e visitare gli scavi archeologici di Ercolano.

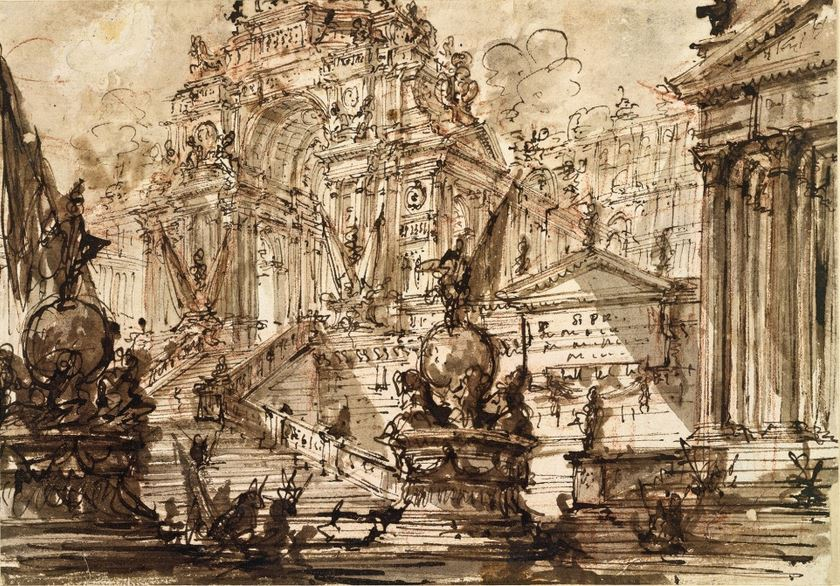
Giovanni Battista Piranesi
Arco di Trionfo (1745-1750 circa)
penna e inchiostro bruno, acquarello su matita rossa, 14,7 x 21,1 cm
British Museum, Londra

Ben presto Piranesi iniziò a palesare un commosso entusiasmo davanti allo spettacolo delle «parlanti ruine» dei Fori Imperiali, «che di simili non arrivai di potermene mai formare sopra i disegni, benché accuratissimi che di queste stesse ha fatto l’immortale Palladio, che io pur sempre mi teneva inanzi agli occhi». Questo interesse per le antichità romane è attestato dall'esecuzione nel 1743 della Prima parte di architetture e prospettive inventate e incise da Gio. Batta Piranesi architetto veneziano; per realizzare questa raccolta di dodici tavole, dove già si impone per le sue notevoli capacità tecniche, Piranesi si consultò con la ricca biblioteca di Nicola Giobbe, per intercessione del quale riuscì anche ad entrare in contatto con Luigi Vanvitelli e Nicola Salvi.
Piranesi effettuò un primo bilancio della sua carriera artistica tra il 1744 e il 1747, quando spinto dalla mancanza di riconoscimenti e dalle pressanti condizioni economiche fece temporaneamente ritorno a Venezia. In questo soggiorno, peraltro scarsamente documentato, Piranesi probabilmente volle riflettere su quanto appena compiuto dal punto di vista artistico, anche in vista di scelte future: fu, inoltre, in rapporto con Giovan Battista Tiepolo e con il Canaletto, i quali lasciarono un'impronta profonda sulla sua fantasia. Alla fine, il Piranesi decise di dedicarsi al mestiere di incisore e di stabilirsi definitivamente a Roma, aprendo bottega propria a via del Corso, di fronte all'Accademia di Francia: si trattò di una scelta ben meditata, come osservato dallo studioso Henri Focillon che ha commentato: "Accetta volutamente di essere un incisore perché capisce di poter realizzare così le sue ambizioni di architetto, archeologo e pittore".

### Il prestigio
All'inizio del suo definitivo insediamento il Piranesi, affascinato dalle antichità della Città Eterna, iniziò la produzione delle Vedute di Roma. Si trattava di una raccolta di tavole raffiguranti ruderi classici e monumenti antichi, anche esterni alla città (via Appia, Tivoli, Benevento), che gli assicurarono una cospicua remunerazione e anche rinomanza europea, grazie soprattutto al «grande formato delle tavole, al taglio sempre originale e prospetticamente accattivante delle composizioni, alla scelta mai scontata dei soggetti» (Treccani).
Si trattò questo di un periodo di profondo fermento artistico per il Piranesi, che al di là delle Vedute di Roma pubblicò diverse opere. In tal senso, si segnalano le Opere varie di architettura, prospettive, grotteschi, antichità sul gusto degli antichi romani, inventate e incise da Gio. Piranesi architetto veneziano (1750), le Camere sepolcrali degli antichi romani, le quali esistono dentro e fuori di Roma (fra il 1750 e il 1752), e la prima edizione delle Carceri, con il titolo Invenzioni capric. di carceri all’acqua forte (1750). Un cenno a parte va fatto per queste opere, pubblicate in due edizioni nel 1750 e nel 1761: insieme alle Vedute romane, le Carceri rappresentano l'opera più famosa, diffusa, e anche remunerativa di tutta la sua produzione. Tale celebrità va ricercata nella scelta di un soggetto assai caro al mondo barocco, ma reinterpretato enfatizzandone non solo il rimando alla romanità, bensì anche il carattere onirico e inquietante, talmente forte che le Carceri furono ritenute da Marguerite Yourcenar «una delle opere più segrete che ci abbia lasciato in eredità un uomo del XVIII secolo».

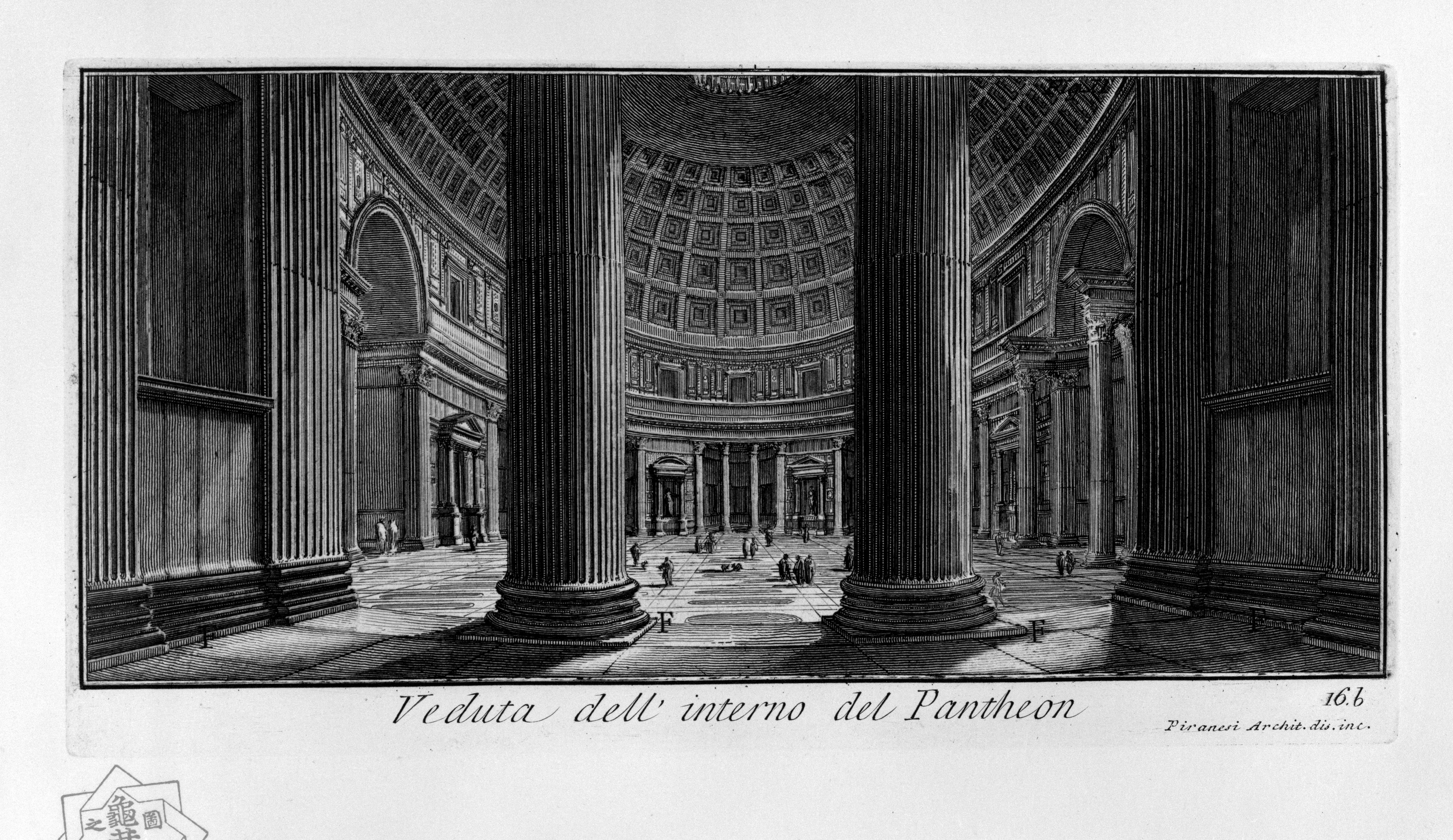
Giovanni Battista Piranesi
Veduta dell'interno del Pantheon (1756)
incisione, 53,8 x 41,4 cm

La notorietà di cui già allora il Piranesi godeva venne ulteriormente accresciuta nel periodo intercorso tra gli anni di pubblicazione delle due Carceri, ovvero il 1750 e il 1761. In questo arco di tempo, infatti, acquistò sempre più notarietà il fenomeno del Grand Tour, un viaggio artistico e culturale che i giovani di buona famiglia compivano quasi obbligatoriamente per le principali città d'interesse artistico e culturale dell'Europa continentale. Una tappa fondamentale di questo giro era ovviamente Roma, con i suoi monumenti della civiltà antica e le sue prestigiose gallerie d'arte. In questo modo nell'Urbe si formò una cospicua comunità internazionale, e Piranesi non tardò a diventare un punto di riferimento fondamentale della nuova vita artistica e intellettuale sorta in città. Importante fu l'amicizia con Thomas Hollis, gentiluomo britannico dedito alle arti presente in Italia nel 1751-53, che contribuì a diffondere e a consolidare le opere e la fama di Piranesi. Per il prestigio raggiunto, grazie all'intercessione di Hollis e alla sua ultima pubblicazione Le antichità romane (1756), nel 1757 Piranesi venne eletto membro onorario della Society of Antiquaries di Londra. Tra le amicizie strette grazie al Grand tour si ricordano anche quella con l’architetto inglese Robert Mylne, l'architetto scozzese Robert Adam - a Roma nel 1755-57 (cui Piranesi dedicò nel 1762 il Campo Marzio dell’antica Roma) -, l'architetto svedese William Chambers e il pittore gallese Thomas Jones. Fece conoscenza anche di numerosi pittori francesi fra cui Charles-Louis Clérisseau, Jean-Laurent Legeay, Jacques Gondoin, Charles de Wailly, Pierre-Louis Moreau-Desproux, e Pierre-Adrien Pâris.

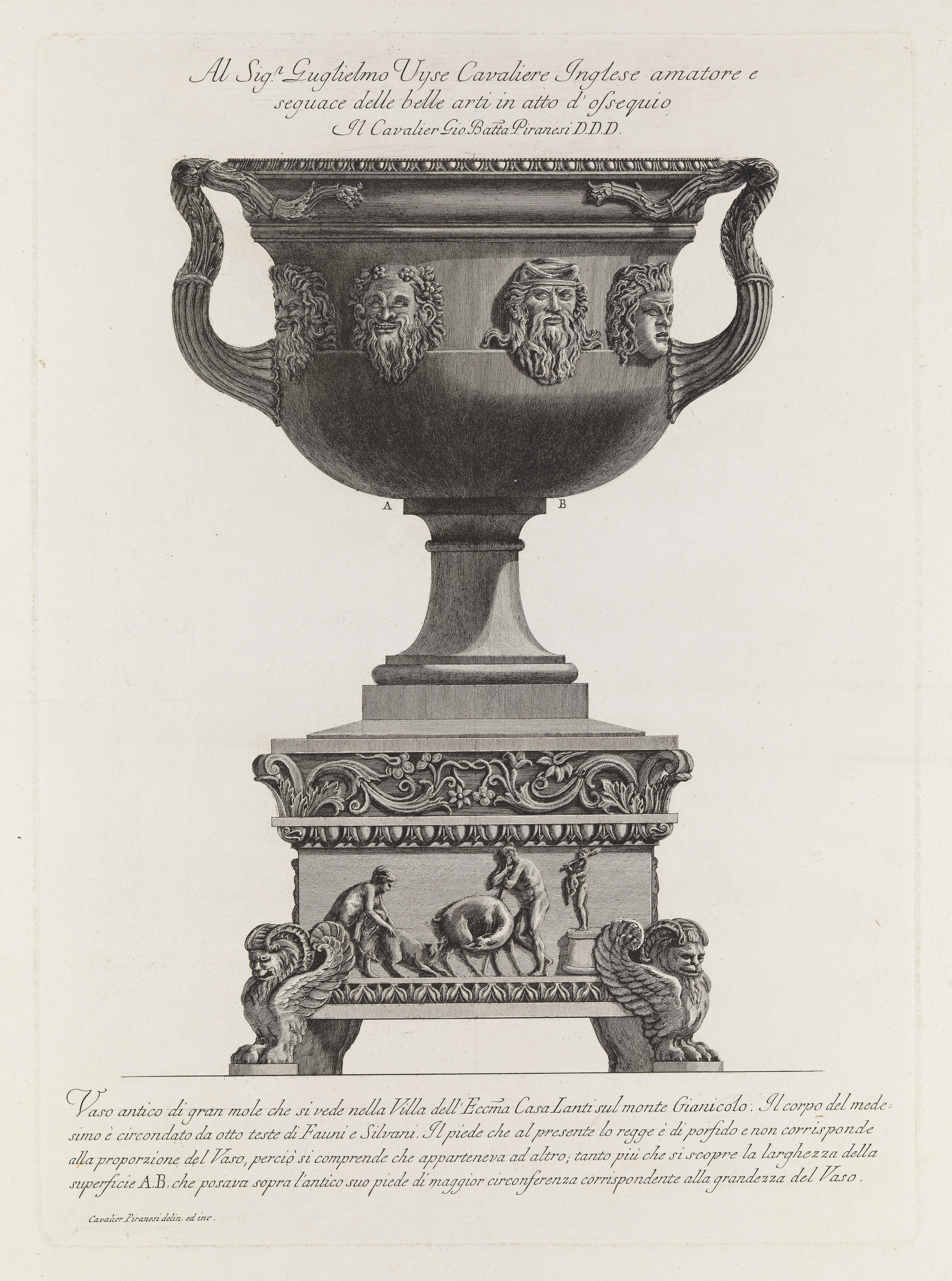
Giovanni Battista Piranesi
Grande vaso marmoreo su piedistallo di porfido (1770 circa)

### Il pontificato di Clemente XIII
Intanto Roma serbava le tracce di un nuovo movimento artistico, sorto come reazione all'edonismo del rococò e caratterizzato da un ritorno alle forme classiche: si trattava del neoclassicismo, cui Piranesi conferì un personalissimo impulso grazie alla pubblicazione dei quattro volumi de Le antichità romane, per un totale di 252 tavole. Importante fu l'ascesa al soglio pontificio nel 1758 del veneziano Clemente XIII, nato Carlo della Torre di Rezzonico, che ben presto divenne un munifico protettore e mecenate del Piranesi. Fu proprio sotto il suo pontificato - precisamente nel 1761, al tempo delle seconde Carceri - che l'artista pubblicò Della magnificenza e architettura de’ romani, saggio storico corredato di immagini teso a sostenere la supremazia dell'architettura romana su quella greca.
Con il papato di Clemente XIII si moltiplicarono per l'artista gli incarichi e i riconoscimenti ufficiali. Eletto accademico onorario di San Luca nel 1761, e cavaliere dello Speron d'oro nel 1766, nel 1761 il Piranesi fu inviato dal Papa a studiare i restauri all'interno del Pantheon; due anni dopo, nel 1763, venne invece incaricato di intervenire sul piedistallo della colonna di Marco Aurelio con una statua della Giustizia e di modificare la zona absidale della basilica di San Giovanni in Laterano, edificio già restaurato da Francesco Borromini tra il 1646 e il 1649. Fu proprio mentre si occupava della chiesa lateranense che Piranesi ricevette la sua commessa architettonica più importante: si trattava della trasformazione della piccola chiesa di Santa Maria del Priorato e della piazza antistante, su commissione del cardinale Giovanni Battista Rezzonico, nipote del pontefice e priore dell'Ordine di Malta a Roma. Il cantiere si concluse nell'ottobre 1766, restituì alla città di Roma un tempio caratterizzato da un'austera eleganza neoclassica, squisitamente settecentesca, misurata nelle strutture e negli ornati e fruttò all'artista l'onorificenza di Cavaliere dello Speron d'oro. In questi anni, inoltre, l'operosità del Piranesi si estese anche alla decorazione degli edifici della famiglia pontificia. È del 1767 la decorazione degli appartamenti al Quirinale e a Castel Gandolfo di monsignor Giovanni Battista, mentre nel 1768-69 Piranesi decorò l'appartamento in Campidoglio del senatore Abbondio, disegnando soffitti, arredi, e cornici di camini.
Alla maturità più tarda appartengono Il Campo Marzio dell’antica Roma (1762) e le Diverse maniere di adornare i cammini (1769), dove è testimoniata l'intensa attività di Piranesi nella lucrosa commercializzazione di camini e oggetti decorativi, già rilevata nel 1770 dal pittore Vincenzo Brenna che affermò: «Piranesi ha fatto una raccolta così grande di marmi, che oltre avere riempito tutta la sua casa ha preso moltissime botteghe nella sua strada che sono anche piene, e per tutto si lavora e tiene da trenta persone il giorno a lavorare li suoi marmi, ha guasi lasciato da incidere, e si è buttato a traficare di marmi antichi». A quest'ultima opera si collega un'antologia di oggetti d'arredo denominata Vasi, candelabri, cippi che esercitò un'influenza notevole tra i gli orafi, i bronzisti e i lapicidi.
Giovan Battista Piranesi morì infine il 9 novembre 1778 a Roma, stroncato forse dalla malaria, nella sua casa in strada Felice (l'attuale n. 48 di via Sistina). Fu sepolto nella chiesa di Santa Maria del Priorato, da lui progettata, per volontà del cardinale Rezzonico, con la statua del defunto realizzata su commissione della famiglia dallo scultore Giuseppe Angelini; il sepolcro era adornato anche da un candelabro marmoreo predisposto dallo stesso artista, poi confiscato da Napoleone Bonaparte durante la campagna d'Italia e ricollocato nel Louvre, dove è tuttora esposto.
L'attività della bottega fu continuata dai figli e in particolare da Francesco Piranesi.

## Concezione artistica e stile

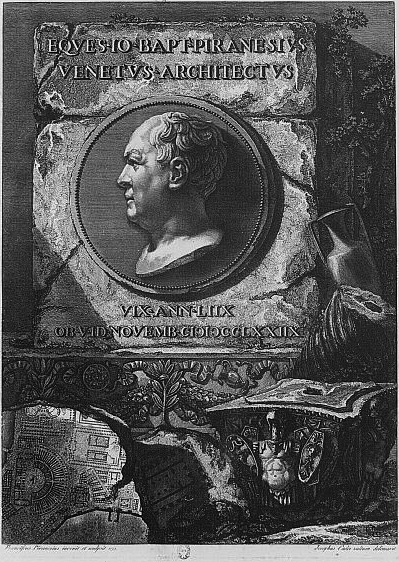
Ritratto di Giovanni Battista Piranesi, dal primo volume delle Antichità romane

L'eclettismo delle sue opere e la versatilità del suo estro creativo rendono Piranesi un artista difficilmente inseribile all'interno di una schematicità dettata da una suddivisione in stili o correnti artistiche. Personalità dalla duplice matrice culturale, veneziana e romana, Piranesi presenta una fisionomia artistica assai complessa, che si può scandire in diverse componenti fondamentali.
L'arte di Piranesi, infatti, ha radici profondamente affondate nella tradizione del rococò, del quale egli rappresenta uno degli ultimi eredi. Quest'adesione al rococò è riscontrabile non solo nella qualità del disegno, sfatto ed evocatore, ma soprattutto nella natura stessa delle sue opere, che si configurano come invenzioni capricciose (come si legge nel frontespizio delle Carceri): con questa denominazione squisitamente rococò, infatti, Piranesi voleva indicare il carattere immaginoso e inconsueto delle proprie creazioni.
Il nucleo del discorso artistico di Piranesi si inserisce anche all'interno del neoclassicismo. Con la sensibilità neoclassica, infatti, Piranesi condivide l'impegno metodico e teorico e la passione per l'archeologia, maturata dopo la visita degli scavi di Ercolano. Questa caratteristica della poetica piranesiana fu rapidamente colta da Marguerite Yourcenar, che in un'opera commentò:

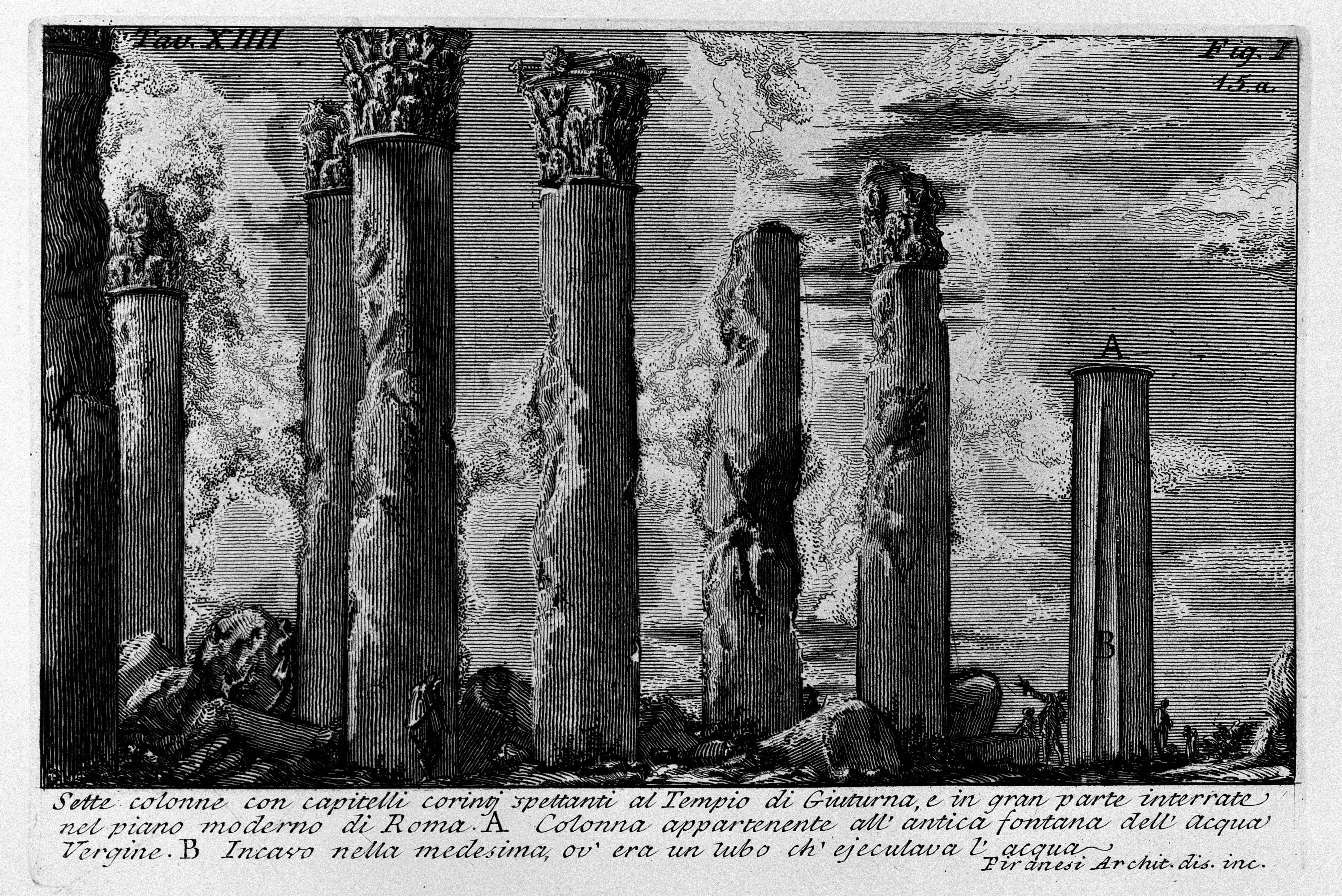
Giovanni Battista Piranesi
Sette colonne con capitelli corintj spettanti al Tempio di Giuturna, e in gran parte interrate nel piano moderno di Roma (1756)
incisione, 53,9 x 41,4 cm

(Marguerite Yourcenar)

## Teoria dell'arte
Sul piano teorico, invece, Piranesi si discostò dall'ambiente neoclassico, sostenendo la superiorità della civiltà romana su quella greca. In opposizione alla fazione filoellenica di Johann Joachim Winckelmann, secondo cui la perfezione nell'arte fosse stata raggiunta solo dalla cultura greca (vista come fonte originaria di quella romana), Piranesi si schierò a favore degli antichi Romani. L'architettura romana, diceva Piranesi, era superiore in virtù delle notevoli capacità tecniche e dell'esuberanza creativa, opposte alla semplice uniformità di quella greca. Questa polemica culminò con la pubblicazione del Parere su l'architettura (1765) dove due architetti, Protopiro e Didascalo, dibattono sui rispettivi meriti dell'architettura greca e di quella romana. Nonostante fosse quindi un convinto sostenitore della supremità architettonica romana, Piranesi tuttavia ammirava le capacità decorative greche, etrusche ed egizie.
Ciò malgrado, risulta impossibile omologare l'opera del Piranesi al nascente neoclassicismo internazionale. In effetti l'artista veneto trae dalle colossali rovine il sentimento nuovo e nostalgico di un mondo ideale, incommensurabile e grandioso, ormai perduto e corroso: questo ne fa un precursore della sensibilità romantica. Piranesi, infatti, interpreta l'antichità classica allontanandosi dalla visione distaccata di Winckelmann: le opere antiche, per l'artista veneto, non suscitano pertanto una sensazione di quiete e distaccate riflessioni, bensì provocano forti emozioni. Ne è prova la sua opera grafica, dove la struttura monumentale delle vestigia classiche effigiate è interpretata alla luce di un'inquieta sensibilità decisamente preromantica.

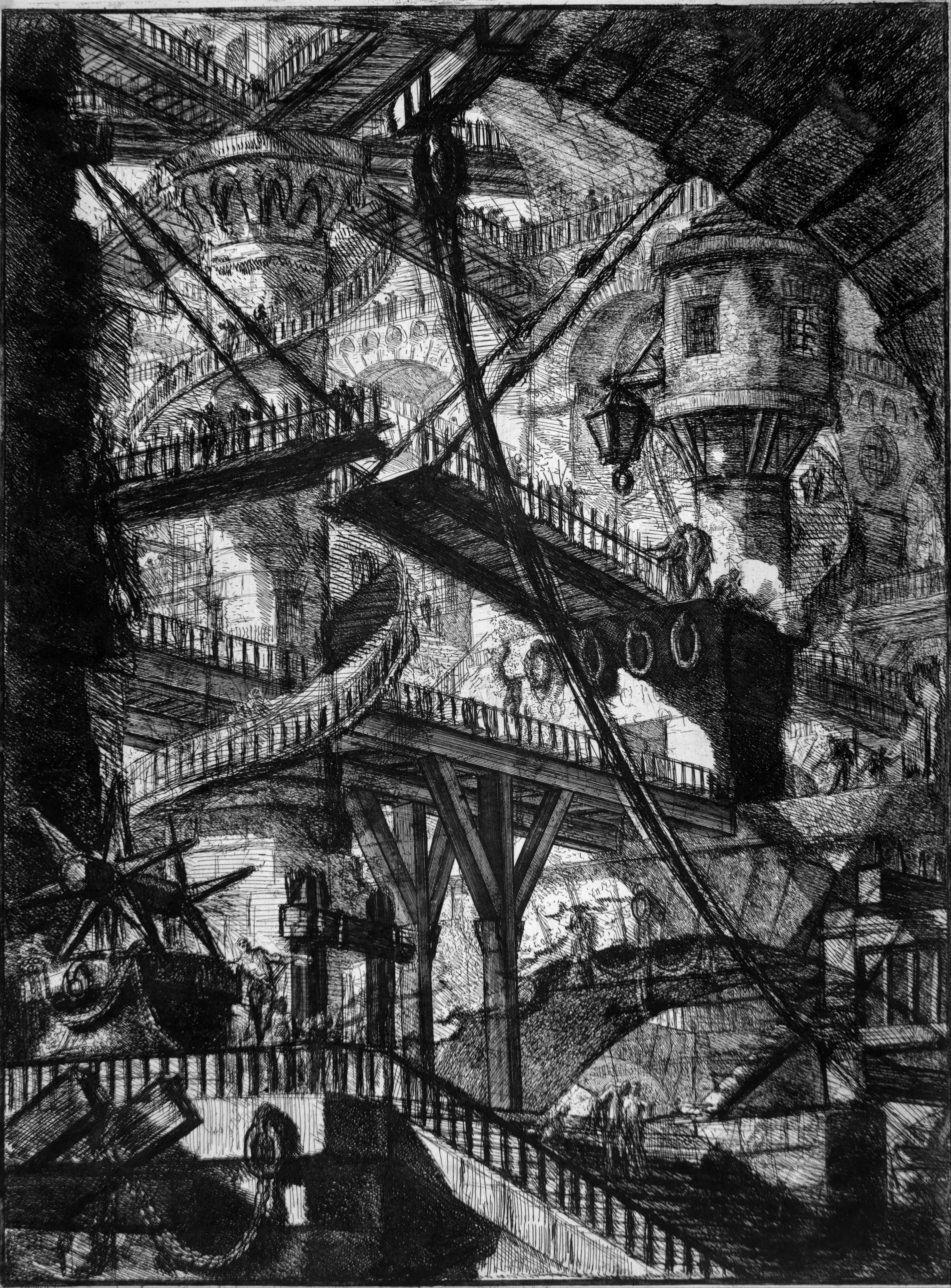
Giovanni Battista Piranesi
Carceri (Tavola VII, 1745)
acquaforte, 55x41 cm

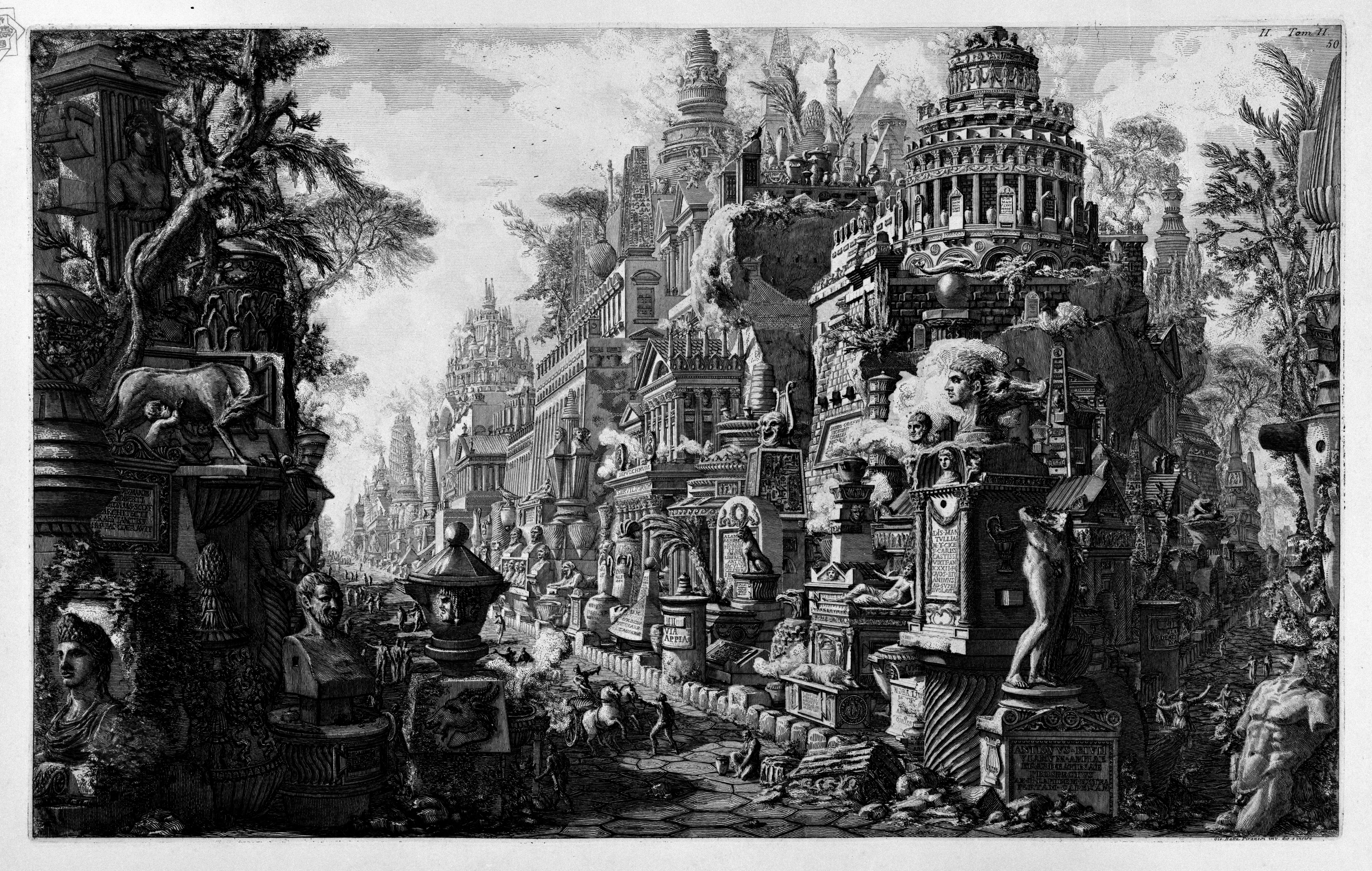
Giovanni Battista Piranesi, Strada romana fiancheggiata da colossali monumenti funerari, 1756

Nel libro Scritti di storia e teoria dell'arte riproposto nel 1993, al primo capitolo, Della magnificenza ed architettura de' Romani, risulta subito chiaro nell'incipit il progetto di Piranesi: «Da gran tempo fra me pensando, perché mai, non essendovi chi neghi, aver il popolo Romano fiorito nelle arti  della guerra, e della pace, tolgaglisi poi da taluno la lode della magnificenza, m'è sembrato ciò derivare da una certa soverchia facilità  e precipitanza nel giudicare, quanto in oggi contraria alla riputazion de' Romani, altrettanto nociva sempre alla verità».
Pubblicando la Strada romana fiancheggiata da colossali monumenti funerari, del 1756, insieme ad opere della Storia dell'arte che vanno dal II secolo d.C a quelle dell'arte contemporanea, Berlinghiero Buonarroti inserisce Giovan Battista Piranesi in quel filone della rappresentazione artistica individuato da Charles Baudelaire mirante al «contestare l'ideale classico del bello e a rivalutare il concetto del cosiddetto brutto tramite la sfera espressiva del comico».

## Fortuna critica
Giovanni Battista Piranesi subì fasi alterne di apprezzamento e di aperta ostilità da parte degli intellettuali e degli artisti italiani e stranieri. Non conobbe, per esempio, una buona accoglienza presso Antonio Visentini che, oltre ad aver censurato la ristrutturazione della chiesa di Santa Maria del Priorato, definì Piranesi un «povero spensierato» che «pretende di esaltar Roma sopra la Grecia al somo, e la abasò per così dire al limo… [e] sempre intende le cose fuori del suo luoco senza posata considerazione». Una critica analoga gli fu rivolta dall'architetto inglese Richard Norris che, in visita a Santa Maria del Priorato nell'aprile 1772, annotò sul suo diario che «the Church is in my Opinion very bad, a strange composition of Ornaments that mean nothing– some of which, that is to say some small parts of the Ornaments, are good, but on the whole is a part of confusion».
Tra gli ammiratori più ferventi vi fu lo scrittore inglese Horace Walpole, che consigliò agli studenti inglesi di studiare «i sublimi sogni del Piranesi», dedicando al maestro italiano anche un lungo paragrafo ove scrisse:
In effetti, Piranesi fu uno degli iniziatori dell'immaginario gotico. Si dice, infatti, che le lugubri e vastissime carceri ideate da Piranesi avessero ispirato allo stesso Walpole la stesura de Il castello di Otranto, primo esempio di romanzo gotico, e la costruzione della sua villa di Strawberry Hill. Fu in particolare a partire dallo Sturm und Drang e dalla ricezione delle prime istanze romantiche che il culto di Piranesi si ravvivò: durante la stagione del Romanticismo, infatti, furono in molti ad apprezzare e amare l'opera grafica di Piranesi. Tra gli ammiratori più significativi si riportano Samuel Taylor Coleridge e Thomas de Quincey (che individuavano nelle visioni piranesiane una prova dell'identità di sogno e creazione), Victor Hugo, Charles Baudelaire, Aldous Huxley e Marguerite Yourcenar, che dedicò all'artista italiano un'intensa biografia.
L'interesse per Piranesi non scemò neanche nel corso del XX secolo, quando la sua produzione grafica fu sottoposta per la prima volta a uno studio filologico sistematico e scientifico, con la pubblicazione dei due cataloghi tuttora in uso (Focillon, 1918; Hind, 1922). Notevole fu in questo periodo l'influenza esercitata dalle tavole di Piranesi sulla produzione di Maurits Cornelis Escher (le cui costruzioni impossibili presentano un evidente debito alle Carceri) e sul Surrealismo.